# Distretto di Lucerna Città
Il distretto di Lucerna Città (Wahlkreis Luzern-Stadt) è un distretto del Canton Lucerna, in Svizzera. Confina con i distretti di Sursee a nord-ovest, di Hochdorf a nord e di Lucerna Campagna a ovest, a est e a sud. Comprende una parte del lago dei Quattro Cantoni.
È stato istituito il 1º gennaio 2013 in luogo del soppresso distretto di Lucerna e comprende la sola città di Lucerna, mentre i restanti 17 comuni del distretto soppresso hanno costituito il nuovo distretto di Lucerna Campagna.

## Comuni
Amministrativamente è diviso in 1 comune:
- Lucerna (Luzern)